# Tärkma
Tärkma (Duits: Terkma) is een plaats in de Estlandse gemeente Hiiumaa, provincie Hiiumaa. De plaats heeft de status van dorp (Estisch: küla).
Tärkma lag tot in oktober 2017 in de gemeente Emmaste. In die maand ging de gemeente op in de fusiegemeente Hiiumaa.

## Bevolking
De ontwikkeling van het aantal inwoners blijkt uit het volgende staatje:
| Jaar            | 2000 | 2011 | 2017 | 2019 | 2021 |
| --------------- | ---- | ---- | ---- | ---- | ---- |
| Aantal inwoners | 29   | 21   | 28   | 24   | 22   |

## Geografie
Tärkma ligt aan de zuidkust van het eiland Hiiumaa, aan de Straat van Soela (Estisch: Soela väin), de zeestraat tussen de eilanden Hiiumaa en Saaremaa. De zeestraat is een onderdeel van de Oostzee. De plaats heeft een haven, die toegankelijk is voor schepen met een diepgang tot ca. 1,5 meter. Vanaf het eind van de 18e eeuw tot kort voor de Eerste Wereldoorlog, toen de haven van Sõru in Pärna werd aangelegd, werd vanuit deze haven een veerdienst op Saaremaa onderhouden.
Bij Tärkma staat een eik van meer dan 300 jaar oud, de Tärkma ohvritamm. Tot in 1938 werden bij deze eik offers gebracht, in de vorm van voedsel en munten. De boom is 11 meter hoog en heeft een omtrek van 520 cm.

## Geschiedenis
Tärkma werd voor het eerst genoemd in 1564 als ‘Gesinde’ (nederzetting) Terckma. In 1565 heette het plaatsje Tarckema, in 1636 Tarckamah, in 1688 Tarkmaby (by is Zweeds voor ‘dorp’) en in 1798 Terkama. Het lag op het landgoed van Großenhof (Suuremõisa) en na 1796 op dat van Emmast (Emmaste).
Tussen 1977 en 1997 maakte het dorp deel uit van het noordelijke buurdorp Emmaste.